# Батаанский марш смерти

Путь марша смерти
(От Сан-Фернандо до Капаса идёт железная дорога).

Марш смерти на полуострове Батаан (таг. Martsa ng Kamatayan sa Bataan, яп. バターン死の行進 Бата:н си но ко:син), протяженностью в 97 км имел место в 1942 году на Филиппинах после окончания битвы за Батаан и позднее был расценён как военное преступление японцев. Военнопленные подвергались немотивированно жестокому обращению, такому как убийства, запрет пить и др.

## Капитуляция американских войск

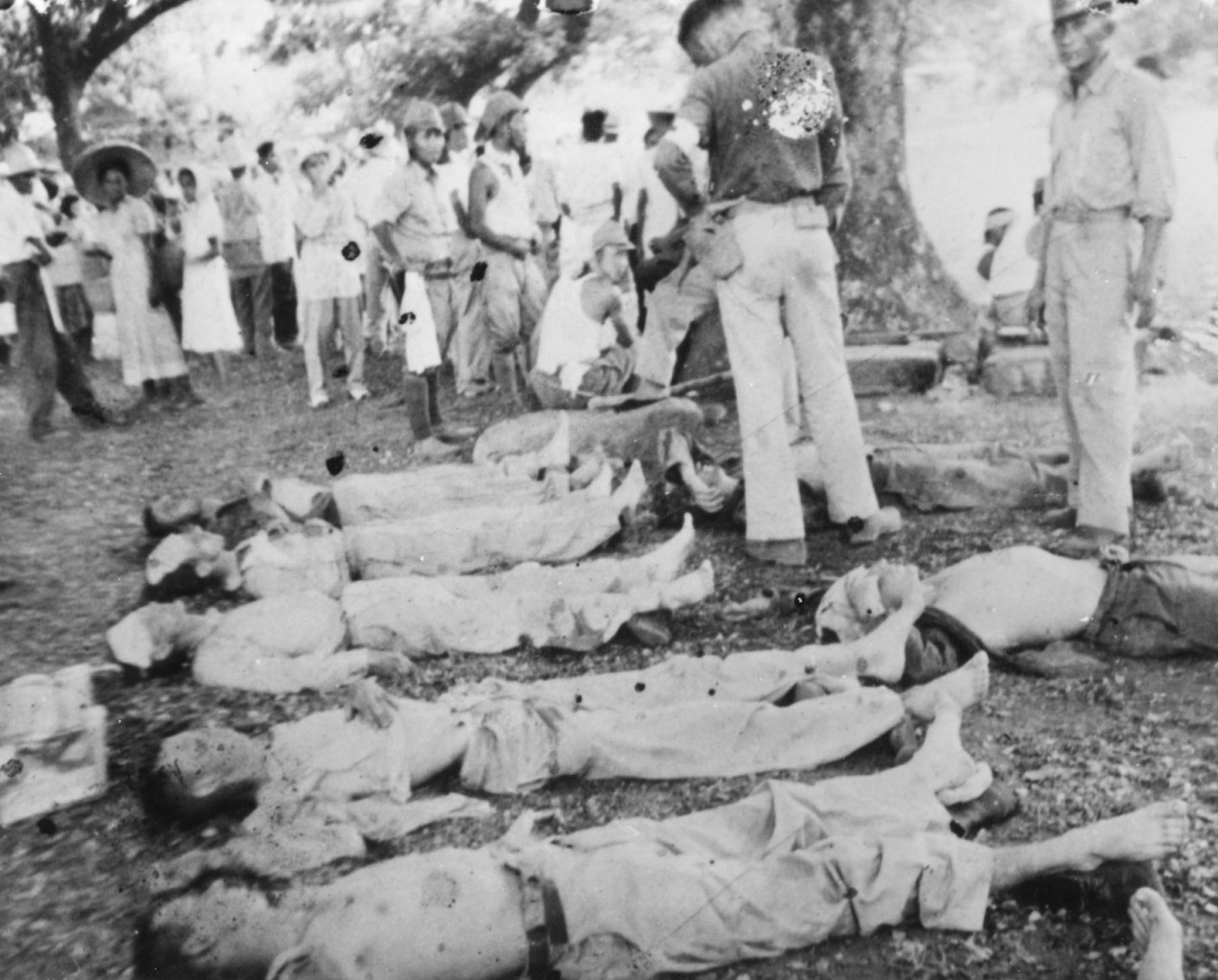
Погибшие участники марша смерти

Газетная вырезка со ссылкой на батаанский марш.

На рассвете 9 апреля 1942 года вопреки приказу генералов Дугласа Макартура и Джонатана Уэйнрайта генерал-майор Эдвард Кинг, командующий лусонскими силами, отброшенными на Батаанский полуостров, сдал японцам свою группировку в 78 тыс. страдающих от болезней и истощённых солдат, в числе которых были 67 тыс. филиппинцев, 1 тыс. филиппинцев китайского происхождения и 11 796 американцев. Противостоящая японская армия насчитывала 54 тыс. человек под командой генерал-лейтенанта Масахару Хоммы. Это была наиболее многочисленная одновременная военная капитуляция в американской истории.
Во время переговоров с полковником Мотоо Накаямой Кинг просил обращаться с пленными американцами и филиппинцами удовлетворительно и даже подарил полковнику свой пистолет вместо потерянного Накаямой меча. На это японский адъютант ответил: «Мы не варвары». Немедленно после сдачи пленные были ограблены, у них отобрали личные вещи.

## Планы японцев
Японцы пришли к решению переместить пленных с театра военных действий в южной части полуострова перед предстоящей осадой Коррехидора, поскольку содержание такого количества пленных легло дополнительным бременем на японское тыловое обеспечение при наращивании военной мощи у побережья при осаде Коррехидора. Генерал Хомма также планировал провести штурм, используя амфибийную технику. Он полагал, что американские войска, защищающие Коррехидор, рассчитывают, что японцы планируют использовать блокаду и бомбардировки, и не хотел, чтобы пленные находились близ места предстоящих манёвров с отработкой действий амфибий. Кроме того, пленные и их охрана, находясь вблизи театра военных действий, могли стать жертвой американских артобстрелов.
Японские тыловики планировали перевести военнопленных из Маривелса в лагерь военнопленных О’Доннелла провинции Тарлак, переданный в подчинение офицеру транспорта генерал-майору Ёситакэ Каванэ за десять дней до последнего японского штурма. Японцы рассчитывали на продолжение боёв, по крайней мере ещё на месяц и предполагали, что возьмут в плен около 25 тысяч американцев (к тому времени предполагалось строительство линий снабжения для пленных). Японские силы на Батаане не располагали таким количеством транспорта, чтобы перевезти количество пленных, которое в три раза превзошло их расчёты. Таким образом, для японцев единственным способом перемещения пленных оставался пеший марш. Ввиду этого пленным американцам предстояло преодолеть путь в 40 км до центрального порта Баланга, оттуда 50 км до города Сан-Фернандо и затем 14 км до покинутого военного поста (лагерь О’Доннелла).
Ежедневный марш в 40 км считался обычным для японской армии, в то время как американские войска, даже находясь в хорошей физической форме, могли преодолевать не более 24—32 км в день. В данном же случае американцы были утомлены пятидневными боями и недоеданием из-за сокращённых рационов, многие из них также страдали от тропических заболеваний. Японцы рассчитывали, что пленные дойдут до Баланги за один день, и не планировали снабжать американцев, пока они не прибудут в этот сборный пункт. Дальше этого пункта было организовано три пункта снабжения.

## Марш смерти
Впоследствии 75 тыс. пленных отправили в 97-километровый путь по разбитым дорогам с щебёночным покрытием в густой пыли и по завершении марша поместили в переполненные железнодорожные вагоны лагеря О’Доннелла.
Марш сопровождался немотивированным применением силы и убийствами со стороны конвоиров, привёл к большим потерям среди военнопленных и гражданских. Падения, неспособность к дальнейшему передвижению, как и любое проявление протеста или выражения недовольства были фактически равносильны смертному приговору. Упавших добивали или оставляли умирать. Конвоиры обезглавливали упавших, перерезали им горло или просто пристреливали. Также пленных закалывали штыками, насиловали, вспарывали животы, избивали прикладами и не позволяли пленным пить или есть в ходе марша (составившего около недели для сильнейших из выживших) по тропической жаре.
Заключённых атаковали за оказание помощи людям, упавшим из-за слабости или по другим причинам. По упавшим проезжали японские танки. Мотоциклисты выставляли винтовочные штыки на уровне шеи и проезжали вдоль ряда  марширующих по дороге людей, нанося им смертельные порезы. Доклады участников марша, вынужденных идти 5—6 дней без пищи и воды, находятся как в послевоенных архивах, так и в виде фильмов.
Стороны дороги были усеяны телами погибших и живыми, умолявшими о помощи.

## Оценки числа погибших
Тысячи погибли в дороге от болезней, истощения, обезвоживания, перегрева, ран, которые никто не лечил, и беспричинных казней. Общее количество погибших не поддаётся определению, некоторые историки оценивают минимальный итог в 5—6 тысяч человек, послевоенные рапорты союзников указывают, что только 54 тыс. из 72 тыс. военнопленных достигли своего пункта назначения. Общее число погибших в пути оценивается в 5—10 тыс. филиппинцев и в 600—650 американцев. Следует учесть и то, что неизвестное количество пленных смогло бежать. Число умерших в лагерях ввиду последствий марша неизвестно, но полагается высоким. Один из последних оставшихся в живых американских командиров, переживших марш, доктор Лестер Тенней (англ. Lester Tenney) в июне 2008 года дал интервью университету Хитоцубаси.
Те, кому посчастливилось доехать на транспорте до Сан-Фернандо, были вынуждены пройти маршем более 40 км. В ходе марша пленных били и часто отказывали в просьбах о воде и пище. Многие умерли от нехватки еды и от жестокого обращения.

## Суд над генералом Хоммой
После капитуляции Японии в 1945 году комиссия союзников обвинила генерала Хомму в совершении военных преступлений, включая жестокое обращение с военнопленными в ходе батаанского марша смерти и пребывания в лагере О’Доннелла и Кабанатуана. Генерал, причастный также к падению Коррехидора (после падения Батаана), заявил в свою защиту, что ему стало известно о таком количестве жертв марша только спустя два месяца. Он был расстрелян 3 апреля 1946 года в окрестностях Манилы.

## Память о марше

### Филиппины
9 апреля (таг. Araw ng Kagitingan, День доблести, также известный как День Батаана) считается памятным днём на Филиппинах. Каждые 2 года, с 1980 по 1990, американские скауты филиппинского отделения проходили начальные 10 км маршрута Батаанского марша.

### Штат Гавайи
Каждый год на национальном мемориальном тихоокеанском кладбище в городе Панчбоул на острове Оаху отмечается день памяти жертв падения Батаана и Коррегидора. В 2008 году прошла церемония возложения венков с участием филиппинского посла в США достопочтенного Уилли Гаа, RP-сенатора Ричарда Дж. Гордона и губернатора Гавайев Линды Лингл. Филиппинское консульство в Гонололу провело благодарственную мессу и церемонию памяти события, в которой приняли участие гавайское отделение филиппинских ветеранов 2-й мировой.

### Штат Нью-Мексико
Годовщина Батаанского марша смерти ежегодно отмечается на ракетной базе Уайт-Сэндс к северу от города Лас-Крусес в штате Нью-Мексико. Под надзором гида-марафонца (одного из 30 лучших марафонцев США) проводится марафон длиной в 24 км по мощёной дороге и пескам, известный как батаанский мемориальный марш смерти. В нём участвуют около 4 тыс. бегунов из числа американских и иностранных военнослужащих а также многие гражданские лица, получая за это награды (не сертифицированные USA Track and Field). Участники, как военные так и гражданские дивизионы делятся на две категории: лёгкую и тяжёлую. Бегуны в лёгкой категории надевают на себя стандартную экипировку для длинных пробегов. Участники, выбравшие тяжёлую категорию, должны преодолеть дистанцию надев на себя рюкзаки с минимальным весом в 35 фунтов, военные участники должны ещё надеть боевую форму (Battle Dress Uniform (BDUs)) или эквивалентную ей форму своего рода войск. Несколько оставшихся в живых узников Батаана ожидают добежавших на финише, с тем чтобы поздравить их с окончанием этого изнурительного испытания.

### Штат Миннесота
В Миннесоте Батаанский мемориальный марш на дистанции в 18 и 32 км проводится в городе Брайнерд 194-м бронированным полком национальной гвардии Миннесоты (Рота А 194 бронированного полка была развёрнута на Филиппинах осенью 1941). Марш проводится в различных категориях, индивидуальной, групповой, с лёгким или тяжёлым рюкзаком. На закрытии церемонии организаторы награждают участников и отдают дань уважения выжившим и их погибшим в ходе Батаанского марша смерти товарищам.

### Штат Иллинойс
Уже 65 лет небольшой западный пригород Чикаго под названием Мэйвуд отмечает каждое второе воскресенье сентября «мэйвудский батаанский день». Годовщина первого мэйвудского батаанского дня приходится на второй выходной сентября 1942. Среди американцев, сдавшихся в плен на Батаанском полуострове, была сотня мэйвудских национальных гвардейцев роты В, 192-го танкового батальона. Эти люди прошли марш смерти, лагеря и корабли военнопленных, и в конце рабский труд в самой японской метрополии. В проведении первого «мэйвудского батаанского дня» принимали участие более 100 тыс. человек, дюжины марширующих групп, известные люди, включая 46-го мэра Чикаго Эда Келли, теле- и радиозвёзды. Сейчас этот день отмечают скромнее, но сотни людей по-прежнему принимают участие. Мемориал поддерживается деревней Мэйвуд, штат Иллинойс и организацией «мэйвудский батаанский день».

## Памятники

### Филиппины

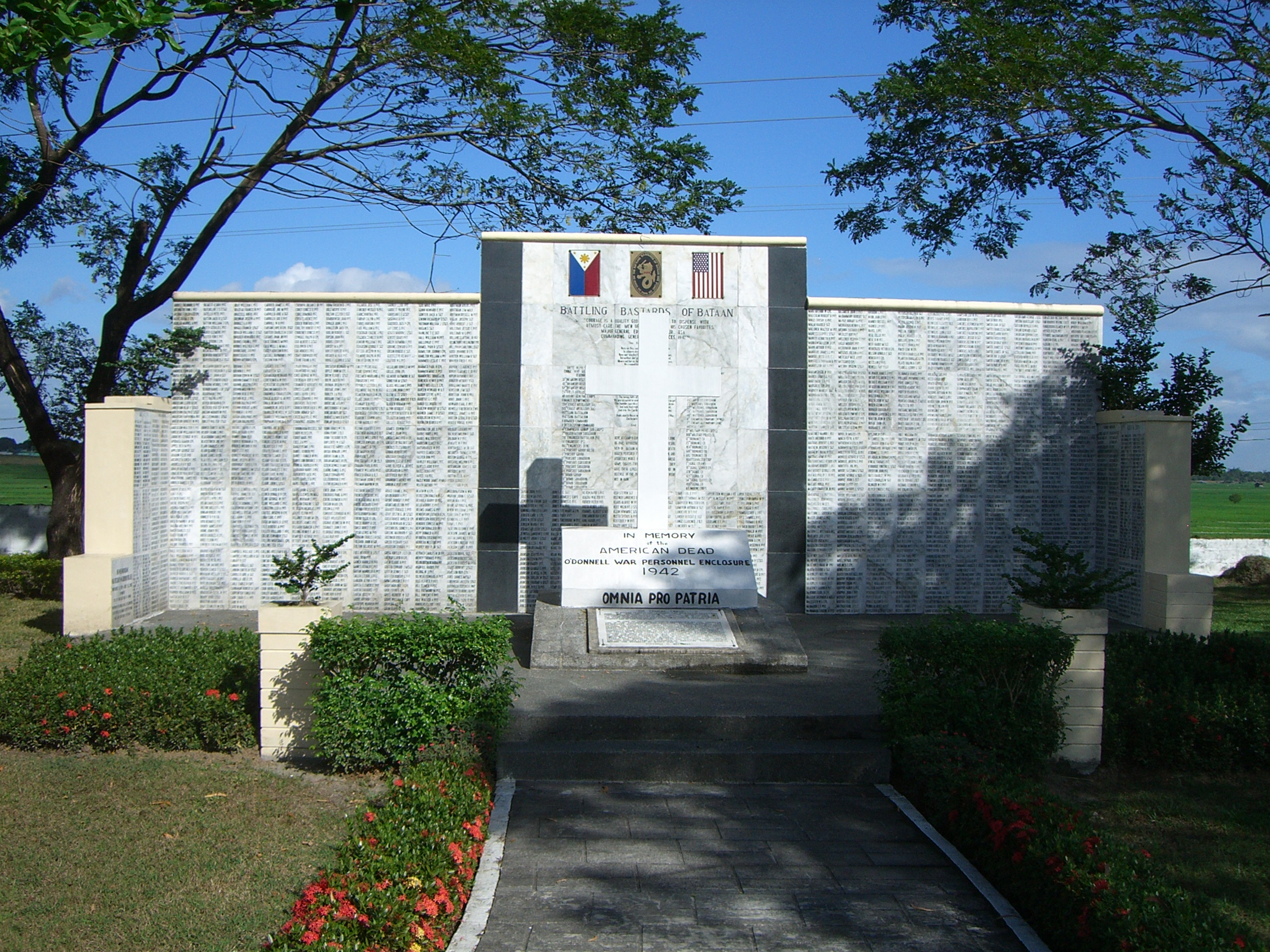
Батаанский мемориал в лагере О’Доннелла

- В Капасе (провинция Тарлак) на землях, окружающих бывший лагерь О’Доннелла построена часовня.
- На горе Самат построена часовня, называемая «Часовня доблести» (таг. Dambana ng Kagitingan), в память о битве за Батаан и последующем марше. Вокруг алтаря часовни установлена колоннада, есть музей. Перед часовней есть площадь. Установлен мемориальный крест 92-метровой высоты.
- Батаанский мемориал (Battling Bastards of Bataan Memorial[8]), установленный в бывшем лагере О’Доннелла увековечивает память всех американцев, погибших в ходе марша и в лагере О’Доннелла.

### США
- Батаанский мост в Карлсбаде (штат Нью-Мексико) увековечивает память жертв марша.
- Батаан-Коррегидорский мемориальный мост, пересекающий реку Чикаго в г. Чикаго (штат Иллинойс) увековечивает память защитников Батаана и Коррегидора, как и память участников марша.
- Батаанское мемориальное шоссе SR 38 в штате Индиана, между городами Ричмонд и Лафайетт.
- Шоссе-70, проходящее через южную часть штата Нью-Мексико, переименовано в Батаанское мемориальное шоссе.
- Статуя американцев и филиппинцев, выживших в Батаане, размещена в мемориальном парке ветеранов в городе Лас-Крусес.
- Батаанская элементарная школа в Порт-Клинтоне, (штат Огайо) увековечивает память 32 человек из Порт-Клинтона, ставших жертвами марша[9].
- Бронзовый мемориал «Дань храбрости» в Киссиммее (штат Флорида расположенный на углу бульвара Лейкшор и авеню Монумент. Он изображает сцену батаанского марша смерти: двое солдат, американец и филиппинец поддерживают друг друга, в то время как женщина-филиппинка предлагает им воду. Памятник, создательницей которого была Сандра Сторм, символизирует американо-филиппинскую дружбу, дружбу двух стран, сражавшихся вместе в ходе Второй мировой, героизм и товарищество американцев и филиппинцев. Дорожка, вымощенная кирпичом, огибает монумент, вдоль неё расположены мемориальные доски, описывающие историю батаанского марша смерти и данного мемориала. На сторонах развеваются американские и филиппинские флаги. Это единственная статуя в США, увековечивающая память героев и выживших после падения Батаана и Коррегидора и Батаанский марш смерти.
- Батаанская мемориальная железная дорога в Эль-Пасо (штат Техас) названа в честь военнопленных, погибших во вражеских лагерях[10].
- Мемориальный парк батаанского марша смерти в Спокане (штат Вашингтон).
- Батаанский мемориальный небоскрёб в Санта-Фе (штат Нью-Мексико), назван в память о многих ветеранах из Нью-Мексико, служивших в 200-м полку береговой артиллерии в ходе Второй мировой войны. В здании с 1960 по 1966 год размещались власти штата.
- Батаанский мемориальный парк в Альбукерке (штат Нью-Мексико) увековечивает память ветеранов 150-го и 200-го полков береговой артиллерии. Парк был посвящён батаанским событиям в 1943 году, монумент был построен в 1960 году, главные изменения архитектуры были закончены в 2002 году. Ряды гранитных плит с выгравированными надписями, повествующими об истории военных частей и именами тех, кто в них служил. Каждый год там собираются участники тех событий, чтобы вспомнить об этом тяжёлом испытании.